# Атомоліт

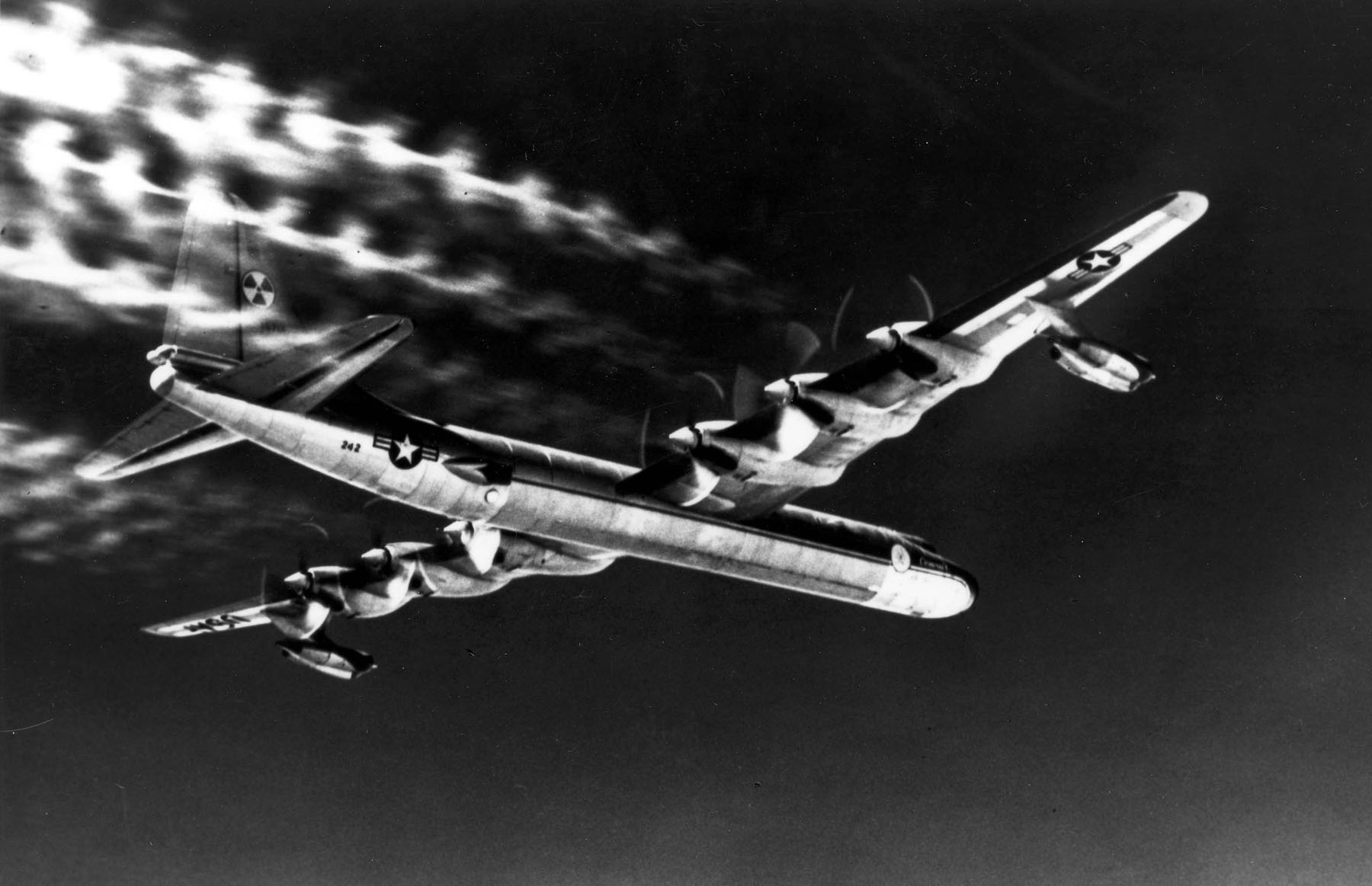
Convair NB-36H — літак-лабораторія для випробування атомних реакторів у польоті, США

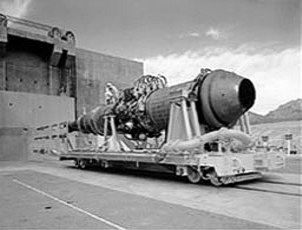
Ядерний ППРД Tory-IIC, США. Про розміри можна судити за фігурам двох людей, що перебувають зверху

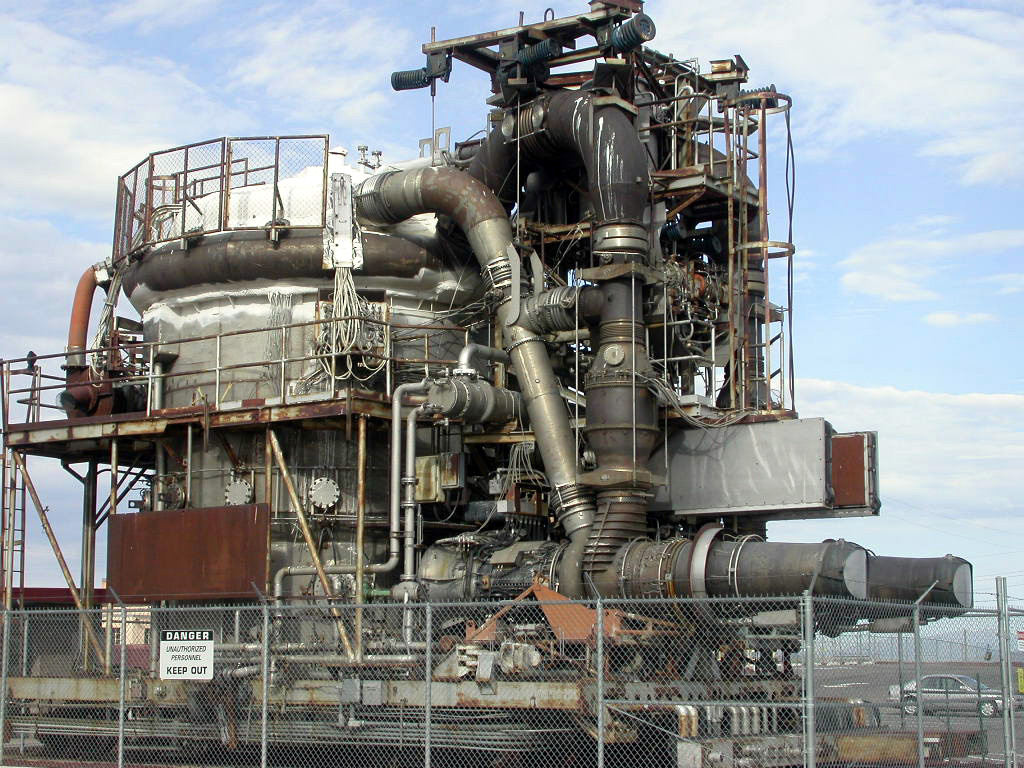
Один із прототипів реактора Національна лабораторія Айдахо

Атомоліт — атмосферний літальний пристрій (літак) з ядерною силовою установкою. Розробки даного класу літальних апаратів велися в СРСР і США в середині XX століття, однак завершені не були, оскільки основних проблем атомольота вирішити не вдалося.

## Історія створення
У процесі розробки потрібно було вирішити такі інженерно-конструкторські задачі:
- створення компактного і легкого ядерного реактора;
- створення легкого біологічного захисту екіпажу;
- створення «чистого» реактивного двигуна на атомній тязі;
- забезпечення безпеки атомольота в польоті.

### В СРСР
Пророблялися варіанти надзвукових стратегічних бомбардувальників на основі машин від ОКБ Мясіщєва — М-60 і М-30. Проєкти закрито в кінці 1960 року.
Проєктувався наддалекий дозвуковий баражувальний бомбардувальник на базі Ту-95. Для перевірки можливостей створили летючу лабораторію — Ту-95ЛАЛ; серійний Ту-95 переобладнано до 1961 року і від травня до серпня він виконав 34 польоти (польоти виконувалися як з «гарячим», так і з холодним реактором). Переважно перевірявся біологічний захист кабіни екіпажу. За результатами випробувань вирішено продовжувати роботи з даної теми. Почалися роботи з проєктування експериментальної машини «119». На Ту-119 передбачалося встановити два внутрішніх ТГД з теплообмінниками типу НК-14А і два зовнішніх — штатні НК-12М. До початку 1970-х років планувалося почати льотні випробування літака. Наступним етапом планувалося створити повноцінний бойовий літак протичовнової оборони з ЯСУ — чотирма ПК-14А. Передбачалася значна тривалість польоту, обмежена тільки можливостями екіпажу. На початку 1960-х років усі роботи з проєкту припинено.
Ан-22ПЛО — наддалекий маловисотний літак протичовнової оборони з ядерною силовою установкою. Розроблявся відповідно до постанови ЦК КПРС і РМ СРСР від 26/10/1965 в ДКБ Антонова на базі Ан-22. Його силова установка включала розроблений під керівництвом А. П. Александрова малогабаритний реактор з біозахистом, розподільний вузол, систему трубопроводів і спеціальні ТГД конструкції М. Д. Кузнєцова. На зльоті та посадці використовувалося звичайне паливо, а в польоті роботу СУ забезпечував реактор. Розрахункова тривалість польоту — 50 год, а дальність польоту — 27 500 км. У 1970 році Ан-22 № 01-06 обладнано для досліджень точковим джерелом нейтронного випромінювання потужністю 3 кВт і багатошаровою захисною перегородкою. Пізніше, в серпні 1972 р., на літаку № 01-07 встановили невеликий атомний реактор у свинцевій оболонці.

### Льотні випробування
У СРСР і США проводилися льотні випробування літаків з розміщеним на борту ядерним реактором, не підключеним до двигунів: Ту-95 (Ту-95ЛАЛ) і B-36 (NB-36) відповідно. Льотним випробуванням передувала серія наземних випробувань, в ході яких вивчався вплив радіоактивного випромінювання на бортове обладнання.
У СРСР роботу проводили спільно Льотно-дослідницький інститут (ЛДІ) та Інститут атомної енергії. На Ту-95ЛАЛ проведено серію льотних випробувань з робочим реактором, в ході яких вивчалося керування реактором у польоті й ефективність біологічного захисту. Надалі передбачалося створити двигуни, що працюють від ЯСУ, однак, через зупинку програми, їх не створено..
Програми розробки атомольотів у США й СРСР закрито в середині 1960-х років. Розвиток отримали дешевші технології: дозаправлення в повітрі позбавило цей проєкт переваги необмеженого польоту, а балістичні ракети великої дальності та високої точності — ідею великого бомбардувальника.
Вже 2003 року військово-дослідна лабораторія ВПС США профінансувала розробку атомного двигуна для безпілотного літака-розвідника Global Hawk з метою збільшити тривалість польоту до декількох місяців.

## Недоліки
Доктор Герберт Йорк (англ. Herbert York), директор Defense Research (Rtd), один із керівників програми атомольотів у США:

Практично, я б звів усе до трьох моментів, тісно пов'язаних один з одним: По-перше, літаки іноді, буває, падають. І сама по собі думка про те, що десь літає ядерний реактор, який раптом може впасти, була неприйнятною.
По-друге, всі ці прямоточні системи, прямоточні реактори, безпосереднє передавання тепла, неминуче призводили б до викидів радіоактивних частинок із хвоста літака.
І по-третє — це самі льотчики. Питання їх захисту стояло дуже серйозно.